# Paula Barbieri
Paula Barbieri, née le 31 décembre 1966 à Panama City en Floride est une mannequin et actrice américaine des années 1990. 

## Biographie
Paula Barbieri est connue pour être la dernière compagne d'O. J. Simpson avant le double meurtre du 12 juin 1994 qui a découlé sur l'affaire O. J. Simpson. Dans sa déposition, elle déclare avoir quitté Simpson le jour des meurtres par messagerie téléphonique mais n'est pas appelée à la barre par l'accusation,.